# Belleek
Belleek är en ort i Storbritannien.   Den ligger i riksdelen Nordirland, i den västra delen av landet, 600 km nordväst om huvudstaden London. Belleek ligger 71 meter över havet och antalet invånare är 836.
Terrängen runt Belleek är platt åt nordväst, men åt sydost är den kuperad. Terrängen runt Belleek sluttar västerut. Runt Belleek är det glesbefolkat, med 13 invånare per kvadratkilometer. Belleek är det största samhället i trakten. Trakten runt Belleek består i huvudsak av gräsmarker.